# Kappa d'Hèrcules B
Kappa d'Hèrcules B (κ Herculis B) és un estel a la constel·lació d'Hèrcules de magnitud aparent +6,23. Visualment separada 27 segons d'arc de Kappa Herculis A, actualment hom pensa que els dos estels no estan físicament relacionats, constituint una binària òptica, és a dir, simplement s'hi troben a la mateixa línia de visió. Mentre que Kappa d'Hèrcules B es troba a 471 anys llum del sistema solar, Kappa d'Hèrcules A s'hi troba a 388 anys llum. Els dos estels reben ocasionalment el nom de Marsik o Marsic —«el colze» en àrab, per la seva posició en la figura de l'heroi—, utilitzat també per designar a λ Ophiuchi, aquesta última més coneguda com Marfik.
Kappa d'Hèrcules B és una gegant taronja de tipus espectral K2III amb una temperatura superficial de 4.650 K. La seva lluminositat és 70 vegades major que la lluminositat solar i té un diàmetre 13 vegades més gran que el del Sol. Posseeix una metal·licitat un 30% superior a la del Sol i, amb una massa de 2,5 masses solars, la seva edat s'estima en 700 milions d'anys. Tant el seu contingut metàl·lic com la seva edat difereixen dels de Kappa d'Hèrcules A, corroborant el fet que ambdós estels no estan gravitacionalmente units.